# Liberty L-12
O Liberty L-12, foi um motor de 27 litros, refrigerado a água de 12 cilindros em "V" a 45° com potência de 400 HP, projetado para uma ótima relação peso/potência e para facilitar a produção em massa. Foi projetado por Jesse G. Vincent (da Packard Motor Car Company) e E.J. Hall (da Hall-Scott Motor Car Company).

## Utilização
Carros
- - Babs (land speed record car)

Aviões
- - Airco DH.4
  - Airco DH.9
  - Caproni Ca.60
  - Curtiss NC
  - Curtiss Carrier Pigeon
  - Airco DH.10
  - Douglas C-1
  - Douglas DT
  - Douglas O-2
  - Fokker T.II
  - Handley Page H.P.20
  - Witteman-Lewis XNBL
  - RN-1 (Zodiac)

Tanques
- - Mark VIII
  - Tanques BT
  - Cruiser Mk III
  - Cruiser Mk IV
  - Crusader Mk VI (A15)
  - Centaur, uma versão anterior do Cromwell.